# Forráskút, Csongrád
Forráskút  este un sat în districtul Mórahalm, județul Csongrád, Ungaria, având o populație de 2.302 locuitori (2011). 

## Demografie
Componența etnică a satului Forráskút
     Maghiari (98,88%)
     Alții (1,12%)
Componența confesională a satului Forráskút
     Fără religie (6,26%)
     Reformați (1,52%)
     Necunoscută (91,92%)
     Alte religii (0,52%)
Conform recensământului din 2011, satul Forráskút avea 2.302 locuitori. Din punct de vedere etnic, majoritatea locuitorilor (98,88%) erau maghiari. Nu există o religie majoritară, locuitorii fiind persoane fără religie (6,26%) și reformați (1,52%). Pentru 91,92% din locuitori nu este cunoscută apartenența confesională.